# Melfa
Melfa és una població dels Estats Units a l'estat de Virgínia. Segons el cens del 2000 tenia 450 habitants.

## Demografia
Segons el cens del 2000, Melfa tenia 450 habitants, 183 habitatges, i 131 famílies. La densitat de població era de 643,5 habitants per km².
Dels 183 habitatges en un 32,2% hi vivien nens de menys de 18 anys, en un 60,1% hi vivien parelles casades, en un 10,4% dones solteres, i en un 28,4% no eren unitats familiars. En el 22,4% dels habitatges hi vivien persones soles el 10,4% de les quals corresponia a persones de 65 anys o més que vivien soles. El nombre mitjà de persones vivint en cada habitatge era de 2,46 i el nombre mitjà de persones que vivien en cada família era de 2,93.
Per edats la població es repartia de la següent manera: un 22,4% tenia menys de 18 anys, un 9,1% entre 18 i 24, un 29,8% entre 25 i 44, un 21,6% de 45 a 60 i un 17,1% 65 anys o més.
L'edat mediana era de 38 anys. Per cada 100 dones de 18 o més anys hi havia 77,2 homes.
La renda mediana per habitatge era de 37.361 $ i la renda mediana per família de 44.583 $. Els homes tenien una renda mediana de 27.500 $ mentre que les dones 20.833 $. La renda per capita de la població era de 18.660 $. Entorn del 8,1% de les famílies i el 9,2% de la població estaven per davall del llindar de pobresa.

## Poblacions més properes
El següent diagrama mostra les poblacions més properes.